# カプリアーテ・サン・ジェルヴァージオ
カプリアーテ・サン・ジェルヴァージオ（伊: Capriate San Gervasio  ( 音声ファイル)）は、イタリア共和国ロンバルディア州ベルガモ県にある、人口約8,100人の基礎自治体（コムーネ）。
アッダ川左岸（東岸）の町で、対岸にはトレッツォ・スッラッダの市街が広がる。町域南部、アッダ川とブレンボ川の合流点近くには世界遺産クレスピ・ダッダがある。

## 地理

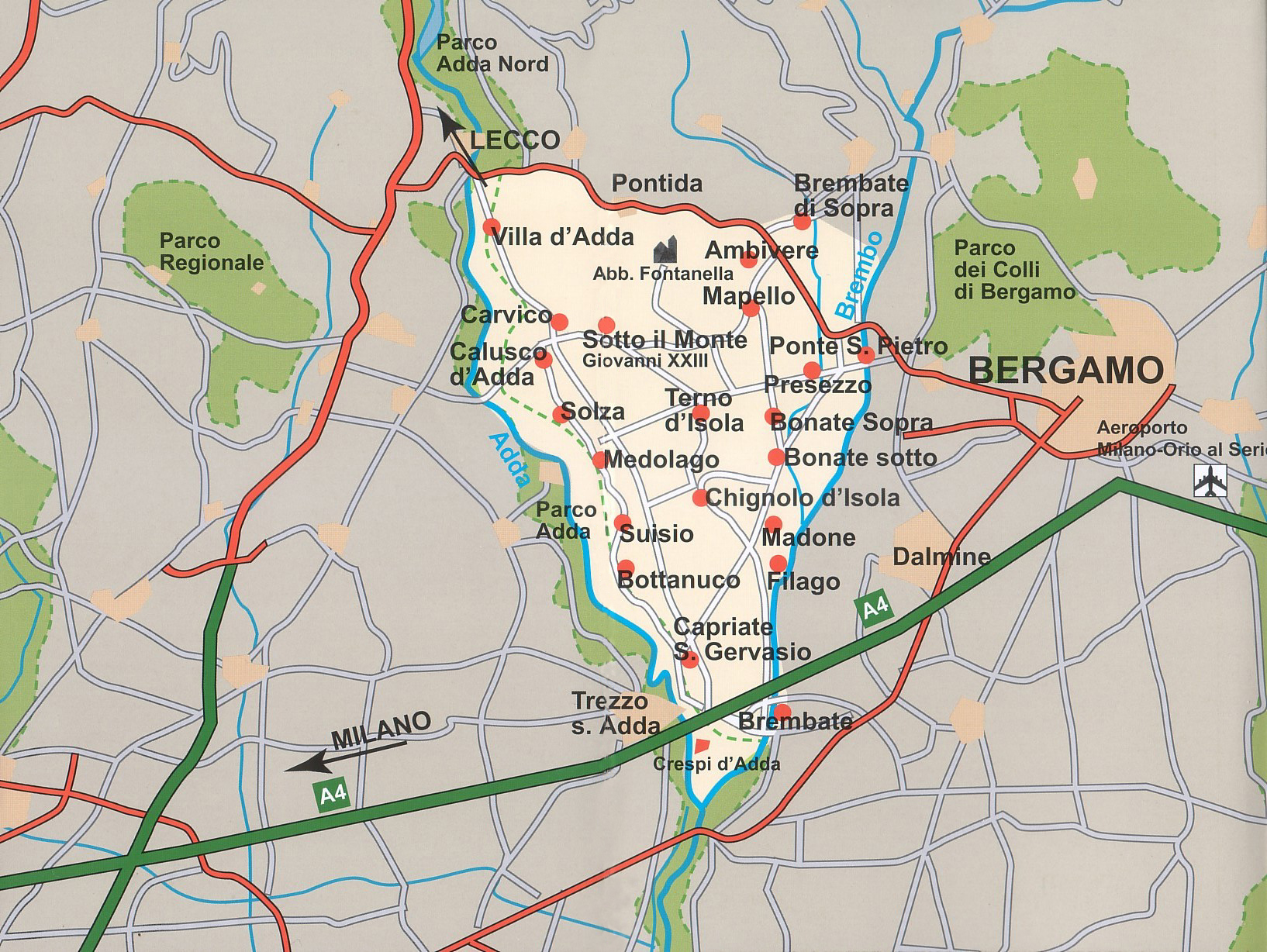
イーゾラ・ベルガマスカ地方

### 位置・広がり
ベルガモ県南西部、イーゾラ・ベルガマスカ地方のコムーネ。県都ベルガモから南西へ14km、州都ミラノから東北東へ32kmの距離にある。

#### 隣接コムーネ
隣接するコムーネは以下の通り。括弧内のMIはミラノ県所属を示す。
| - ボッタヌーコ - ブレンバーテ - カノーニカ・ダッダ - フィラーゴ - トレッツォ・スッラッダ (MI) - ヴァプリオ・ダッダ (MI) |

### 地勢・地形
- 河川：アッダ川、ブレンボ川

### 地震分類
イタリアの地震リスク階級 (it) では、3 に分類される
。

## 行政

### 分離集落
カプリアーテ・サン・ジェルヴァージオには、以下の分離集落（フラツィオーネ）がある。
- Capriate (sede comunale), Crespi d'Adda, San Gervasio